# Nicșeni
Nicșeni est une commune du județ de Botoșani en Roumanie.